# Murad III
Murad III (ur. 4 lipca 1546, zm. 15 stycznia 1595) – sułtan z dynastii Osmanów, panujący w latach 1574–1595. Ojciec Mehmeda III.

## Życiorys
Był najstarszym synem sułtana Selima II i Nurbanu (właśc. Cecilia Venier-Baffo), Wenecjanki porwanej w 1537 do Stambułu.
Zajął miejsce swego ojca w 1574 roku. Jego panowanie to pierwszy okres upadku potęgi i znaczenia imperium osmańskiego, które już nawet za rządów Selima II zdołało utrzymać swą pozycję jedynie dzięki wielkiemu wezyrowi Mehmedowi Sokollu. Choć Sokollu został zamordowany dopiero w 1579, jego wpływy na dworze zmalały dużo wcześniej. Niebagatelny wpływ na poczynania polityczne sułtana miał harem, m.in. jedna z żon Safiye, oraz matka Nurbanu. 
Murad III zmagał się z pierwszym w historii znaczącym buntem janczarów. W 1576 roku poparł kandydaturę księcia siedmiogrodzkiego Stefana Batorego na króla polskiego. Szerokim echem w świecie odbiły się uroczystości jego obrzezania w 1582, a zwłaszcza pochód na At Meydanie, który obserwowali liczni goście z całego świata.
Rządy Murada III na polu polityki zewnętrznej to przede wszystkim wojny z Persją i Austrią Habsburgów. W okresie jego panowania nastąpiło zbliżenie polityczne z państwem marokańskim, wsparł pretensje do tronu Abu Marwana Abd al-Malika I, w 1578 jego wojska w bitwie pod Wadi Sebil pokonały Portugalczyków popierających obalonego Abdullaha al-Galib Billaha i przejściowo opanowały Fez. W 1578 podjął nieudaną próbę podporządkowania sobie wybrzeża etiopskiego. Wykorzystując konflikty wewnętrzne w państwie perskim po śmierci szacha Tahmaspa I, zaatakował to państwo, wszczynając długoletnią wojnę (1577–1590). Ostatecznie na mocy tzw. umowy Ferhard Paszy (1590) do państwa osmańskiego wcielono Azerbejdżan, Gruzję i terytoria kaukaskie do Morza Kaspijskiego. U schyłku jego panowania wznowiono wojnę na Bałkanach (w Bośni).
Osobiście w 1589 skazał na karę śmierci chrześcijańskiego misjonarza, kapucyna Józefa z Leonessy. Zakonnik po trzech dniach tortur cudem uniknął śmierci.

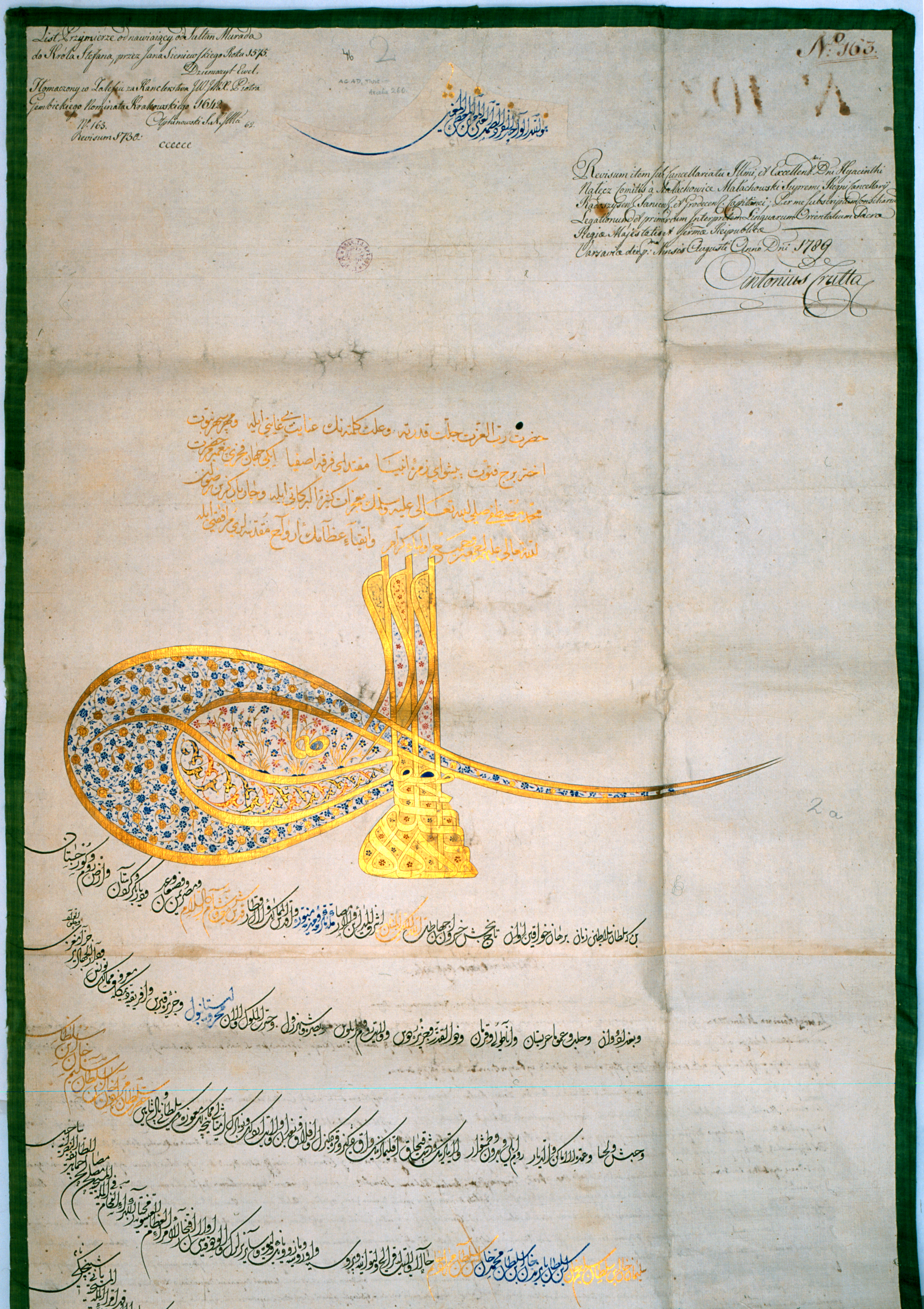
List Murada III do Stefana Batorego odnawiający przymierze turecko-polskie, 1575

## W Kulturze
Sułtan Murad został przedstawiony w serialu Wspaniałe stulecie. W jego role jako dorosłego wcielił się Serhan Onat.  